# Luis Pedro Figueroa
Luís Pedro Figueroa Sepúlveda San Pedro de la Paz, 14 de maio de 1983 é um futebolista chileno que joga atualmente pelo Colo Colo.

## Carreira
Figueroa fez sua estreia pela Universidad de Concepción em 2002 com apenas 18 anos e foi comprado pela Universidad de Chile em 2005. 

### Banfield, Cobreloa e Colo-Colo
Em 2007, assinou com o clube argentino Banfield antes de regressar ao Chile no ano seguinte para jogar no Cobreloa. Posteriormente, foi transferido para o Colo-Colo, onde obteve grande destaque e, foi peça fundamental no título do Campeonato Chileno (Clausura). Em 2009, na disputa da Libertadores novamente teve destaque nas partidas da primeira fase, principalmente no jogo de ida contra o Palmeiras que o El Cacique saiu vitorioso por 1 x 3. Chamou atenção do então técnico do alviverde Vanderlei Luxemburgo. Atualmente, no retorno ao clube, busca a classificação para a Libertadores.

### Chegada ao Palmeiras
No dia 24 de junho de 2009, transferiu-se para o Brasil, onde jogaria no Palmeiras, por 1 ano. Figueroa teve um início animador em 2009, sobretudo pela precisão de seus cruzamentos, porém caiu de rendimento junto com todo o time na reta final do Campeonato Brasileiro. Na atual temporada, teve altos e baixos no clube paulista e sofreu muitos problemas físicos. No dia 8 de julho de 2010 foi afastado do Palmeiras, e não teve seu contrato renovado. No dia 14 de julho foi anunciado novo reforço da Unión Española.

### Unión Española
Com a chegada do novo jogador, que atua na lateral e no meio-campo, a Unión Española espera melhorar o desempenho no Campeonato Chileno. 

### Seleção Chilena
Luis Pedro Figueroa estreou na equipe nacional chilena em 2004 durante a Copa América 2004 no Peru. Figueroa também jogou amistosos durante 2006 e ele marcou o seu primeiro gol para o Chile contra o Paraguai na vitória por 3 a 2.

## Títulos
Colo-Colo
- Campeonato Chileno: 2008 (Clausura), 2015 (Apertura)

O'Higgins
- Campeonato Chileno: 2013 (Apertura)